# 冈部金治郎
冈部金治郎（日语：岡部金治郎, 1896年3月27日—1984年4月8日）是一位日本电子工程师。

## 生平

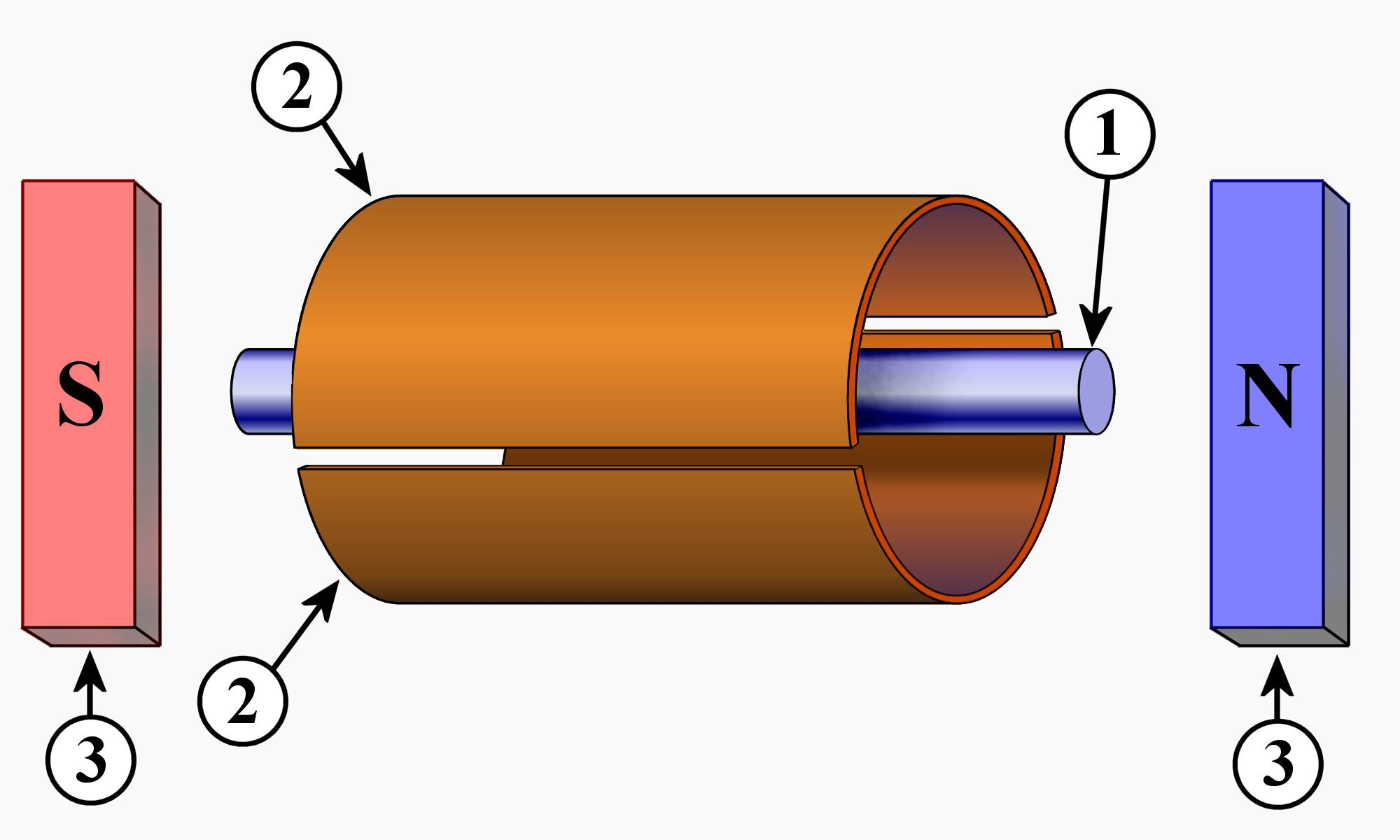
分体式阳极磁控管的结构：1）阴极，2）阳极，3）永磁体

1896年年出生于日本名古屋市，1916年毕业于名古屋工业大学，1922年毕业于日本东北大学）工学部电气工学科。后留校任教。1929年获得大阪大学工学博士学位。1929年至1934年担任名古屋工业大学教授，1935年担任大阪大学理学部助教授，1939年升任教授。1956年被选为荣誉教授，同年加入近畿大学担任教授。

## 荣誉
1939年被选为日本十大发明家，1944年获得文化勳章，朝日獎，恩赐奖 (日本学士院)，1969年获得瑞寶大綬章。